# Die Chronik der Unsterblichen
Die Chronik der Unsterblichen ist ein Zyklus historisch-phantastischer Romane des deutschen Autors Wolfgang Hohlbein. Er behandelt im Wesentlichen die Abenteuer des Vampirs (von Hohlbein durchgehend Vampyr geschrieben) Andrej Delãny und seines Kampfgefährten Abu Dun, die auf der Suche nach dem Geheimnis ihrer Herkunft durch das Europa der letzten Jahrhunderte ziehen, immer neuen Gefahren begegnen und dabei verschiedene bedeutsame Ereignisse der europäischen Geschichte miterleben.
Die Geschichte greift dabei verschiedenste Vorstellungen von Vampiren und anderen Fabelwesen auf, trägt aber auch Züge des modernen Highlander-Mythos.

## Rahmenhandlung
Transsilvanien im 15. Jahrhundert: Der Schwertkämpfer Andrej Delãny kehrt nach Jahren aus dem Exil in sein Heimatdorf im Borsã-Tal zurück. Er findet die kleine Siedlung, deren Bewohner ihn einst in Schande fortjagten und die nun nur noch ein verlassener Ort ist. In der nahen Burg türmen sich die Leichen der Dörfler, darunter auch Andrejs einziger Sohn Marius.
Nachdem er sein Kind begraben und sich des jungen Frederic, der den feindlichen Häschern entkommen konnte, angenommen hat, machen die beiden sich auf die Suche nach den übrigen Dorfbewohnern, die vom kirchlichen Inquisitor Domenicus verschleppt wurden. Dieser jagt überall in Osteuropa mit seinen Begleitern, drei in Gold gewandeten Rittern, nach „Dämonen“. Frederic erfährt erst jetzt, dass er und Andrej der Grund für den Überfall auf das Dorf waren, denn sie sind Vampyre, nahezu unsterbliche Übermenschen, denen weder Krankheiten noch die meisten Waffen dauerhaft etwas anhaben können und die von der Lebenskraft anderer zehren, um ihre eigene zu verlängern.
Während der Suche nach den Borsã-Überlebenden trifft Andrej schon bald auf den nubischen Piraten und Sklavenhändler Abu Dun. Obwohl die beiden Männer sich anfangs feindlich gegenüberstehen, werden sie für eine sehr lange Zeit aneinander gebunden sein. Im Laufe der Zeit reisen sie durch halb Europa, treffen andere Vampyre, darunter auch Vlad Țepeș und die Blutgräfin, erleben die Belagerung Wiens und den türkischen Angriff auf Malta mit, treffen alte ägyptische Götter und reisen in den Hohen Norden zu den Wikingern, wo sie auf den gefallenen Gott Loki treffen. Diesen verfolgen die beiden über Spanien bis ins London des Jahres 1666, um ihn zu töten.

## Werksgeschichte
Hohlbein begann mit der Arbeit an der Chronik 1998. Im darauf folgenden Jahr erschien der erste Band beim Ullstein Verlag, danach folgte jedes Jahr ein weiterer Band. Zum ersten Band Am Abgrund entstand eine Comic-Adaption, die mit dem Sondermann-Preis ausgezeichnet wurde. Auch in Frankreich, wo der Comic 2005 erschien, ist er sehr erfolgreich. Daher soll es auch bald eine spanische und eine US-amerikanische Version geben.
Die Chronik der Unsterblichen sollte im April 2007 mit Das Todesschiff fortgesetzt werden, stattdessen erschien der Episodenband Blutkrieg. Ende 2007 folgte dann Das Dämonenschiff. Die Handlung von Das Todesschiff wurde auf Blutkrieg und Das Dämonenschiff aufgeteilt, weil sie in einem Band keinen Platz gefunden hätte.
Dabei hat Blutkrieg einen ganz speziellen Entstehungshintergrund: Ursprünglich hatte Hohlbein diesen Band als weiteren Chroniken-Band geplant, die Handlung zunächst aber für eine in mehrere Episoden unterteilte Hörbuchreihe maßgeschneidert (bei Styx erschienen). Im Hardcoverband sind nun erstmals seine ungekürzten Originalgeschichten in gedruckter Form gesammelt. Dabei erzählt Blutkrieg in fünf aufeinanderfolgenden Episoden die Abenteuer, die Andrej und Abu Dun zwischen den Bänden 8 und 9 erleben. In Das Dämonenschiff geht die Handlung dort weiter, wo sie in Blutkrieg aufhört.

## Bibliografie

### Romane
- 1: Am Abgrund (1999, vgs, ISBN 3-8025-2667-8)
- 2: Der Vampyr (2000, vgs, ISBN 3-8025-2771-2)
- 3: Der Todesstoß (2001, vgs, ISBN 3-8025-2798-4)
- 4: Der Untergang (2002, vgs, ISBN 3-8025-2934-0)
- 5: Die Wiederkehr (2003, vgs, ISBN 3-8025-2935-9)
- 6: Die Blutgräfin (2004, vgs, ISBN 3-8025-3372-0)
- 7: Der Gejagte (2004, vgs, ISBN 978-3-548-26392-2)
- 8: Die Verfluchten (2005, vgs, ISBN 3-8025-3459-X)
- 8,5: Blutkrieg (2007, vgs, ISBN 3-8025-3624-X)
- 9: Das Dämonenschiff (2007, vgs, ISBN 978-3-8025-3539-0)
- 10: Göttersterben (2008, vgs, ISBN 978-3-8025-1793-8)
- 11: Glut und Asche (Oktober 2009, Egmont Lyx, ISBN 978-3-8025-8248-6)
- 11,5: Seelenraub (März 2013, Egmont Lyx, ISBN 978-3-8025-9241-6)
- 12: Der schwarze Tod (Oktober 2010, Egmont Lyx, ISBN 978-3-8025-8395-7)
- 13: Der Machdi (Oktober 2011, Egmont Lyx, ISBN 978-3-8025-8494-7)
- 14: Pestmond (14. Februar 2013, Egmont Lyx, ISBN 978-3-8025-8840-2)
- 15: Nekropole (17. Oktober 2013, Egmont Lyx, ISBN 978-3-8025-8841-9)
- 16: Dunkle Tage (24. April 2017, Egmont Lyx, ISBN 978-3-7363-0096-5)

### Comics
- 1: Am Abgrund I (2004, Egmont EHAPA, ISBN 3-7704-2880-3)
  - Making of: Am Abgrund (2006, Egmont EHAPA, ISBN 3-7704-2889-7)
- 2: Am Abgrund II (2011, Egmont EHAPA, ISBN 3-7704-2881-1)
- 3: Der Vampyr I (2014, Egmont EHAPA, ISBN 978-3-7704-3836-5)
- 4: Der Vampyr II (2015, Egmont EHAPA, ISBN 978-3-7704-3858-7)
- 5: Der Todesstoß I (2015, Egmont EHAPA, ISBN 978-3-7704-3881-5)
- 6: Der Todesstoß II (4. Mai 2016, Egmont EHAPA, ISBN 978-3-7704-3918-8)

### Hörbücher
- 1: Am Abgrund (2008, Lübbe Audio, ISBN 3-7857-3544-8)
- 2: Der Vampyr (2008, Lübbe Audio, ISBN 3-7857-3667-3)
- 3: Der Todesstoß (2009, Lübbe Audio, ISBN 3-7857-3878-1)
- 4: Der Untergang (November 2009, Lübbe Audio, ISBN 3-7857-1243-X)
- 5: Die Wiederkehr (2014, Lübbe Audio, EAN 9783785748459)
- 6: Die Blutgräfin (2014, Lübbe Audio, EAN 9783785748466)
- 7: Der Gejagte (2014, Lübbe Audio, EAN 9783785748473)
- 8: Die Verfluchten (2014, Lübbe Audio, EAN 9783785748480)
- 8,5: Blutkrieg (März 2010, Zyx Music, ISBN 3-86549-698-9)
- 9: Das Dämonenschiff
- 10: Göttersterben
- 11: Glut und Asche
- 12: Der schwarze Tod
- 13: Der Machdi
- 14: Pestmond
- 15: Nekropole

### Rockoper
Am 21. Januar 2012 wurde am Pfalztheater Kaiserslautern die Rockoper Die Chronik der Unsterblichen – Blutnacht uraufgeführt. Die Komposition stammt von der Band Vanden Plas, deren Sänger auch die Hauptrolle Andrej Delãny spielt.
- Blutnacht (Januar 2012, Egmont Lyx, ISBN 978-3-8025-8636-1)